# بلاط (حمص)
قرية بلاط من أقدم القرى في وادي النصارى التابع إداريا لمحافظة حمص في سورية حيث تبعد عن حمص حوالي 45 كم نحو الغرب تبعد عن البحر المتوسط 40 كم. ترتفع عن سطح البحر 650م جبالها وعرة وصخرية وتتمتع المنطقة بجمال آخاذ وطبيعة رائعة. يشتغل أهلها بشكل رئيسي في الزراعة مثل زراعة الأشجار المثمرة وخصوصا الزيتون حيث هو المحصول الرئيسي في القرية.

## الجغرافيا والسكان
يحد القرية عدة قرى: الجوانيات، المزينة، بحور، عين الغارة, مقعبرات. تتصل القرية بطرق ممتازة وواسعة وفيها شبكة من الطرقات الداخلية الجيده وشبكة مياه شرب جديدة وعدد من الخدمات الاجتماعية. يبلغ تعداد السكان حوالي 2.500 نسمة منهم من يقطن خارج القرية في: دمشق حلب حمص وفي أغلب المحافظات. أما من في المهجر فهم متوزعين في الولايات المتحدة الأمريكية وأمريكا الجنوبية بكافة أقطارها وألمانيا، حيث بدأت الهجرة آواخر القرن التاسع عشر من سورية إلى دول أمريكا الجنوبية والشمالية، وإلى ألمانيا .

## التاريخ والآثار
من أهم المعالم الأثرية:
- كنيسة القديس ديمتريوس بنيت في القرن السابع عشر وتتميز بهيكلها المميز يضم أيقونات نادرة جميلة.
- كنيسة القديس تاترس اوطاطرس وهي كنيسة أثرية قديمة لا أحد يعرف عمرها الحقيقي على الأرجح أكثر من ألف سنة.
- مزار مريم العذراء وهو مزار وموقع جميل يعود أيضا إلى أكثر من ألف سنة.
- مزار مار جاميترون شفيع آل ملص و قديسهم المحبوب يعود الى موسم 21-22.

وفي قرية بلاط آثار كثيرة تعود للعصور الرومانية وغيرها ومساكن ومدافن أثرية متنوعة إضافة لكنائسها التاريخية الرائعة التي تدل على تاريخ القرية. ولموقع قرية بلاط في وادي النصارى بتضاريسه وجمال الطبيعة الخلابة ومناخ المنطقة الجميل في فصل الصيف أهمية في جذب المصطافين إلى القرية وللبلدات المجاورة.